# Comes (Antigua Roma)
Comes (plural comites) es la palabra latina para "compañero", "acompañante", ya sea individualmente o como miembro de un colectivo como comitatus. La palabra deriva de com- "con" e ire, "ir".

## Historia
Históricamente, comes se convirtió en un título secular concedido a cortesanos o excortesanos de confianza, como una señal de confianza imperial. Se convirtió en un rango formal, derivado de los "compañeros" de Alejandro Magno, y bastante equivalente a la titulatura áulica helenística (Philos basilikos), el título de paladín de un caballero del Sacro Imperio Romano o el de palatinus, de un funcionario papal.
Comes fue utilizado en la República romana para designar a los que acompañaban a un magistrado, como gobernador de una provincia, formando parte de su escolta y su consejo, su cohorte de amigos (cohors amicorum). En la época imperial el término evoluciona, utilizándose formalmente para designar a los próximos al emperador, primero en sus viajes y luego, de forma permanente. Se convirtió en un título áulico y una dignidad, siendo el origen del término conde.

## Alto Imperio romano
En los primeros momentos del Imperio Romano, el comes, etimológicamente, era el que acompañaba a un magistrado o prefecto provincial, que le servía de consejero. De la época de Augusto a la de los Severos se confiere a determinados personajes que acompañan al emperador en sus desplazamientos importantes. El emperador Claudio había utilizado durante sus viajes a un comes Augusti como asesor jurídico. La frecuencia en que aparece es variable y depende de la voluntad de cada emperador cuando tiene que desplazarse, y así, no se conoce ningún comes con el emperador Antonino Pío, que apenas se movió de Italia durante su reinado.
El título de comes proviene de un título áulico provisional, los comites parecían menos cercanos al emperador que sus "amigos" (amici). Pero no es una obligación y el título puede designar a un pariente del emperador que le acompaña y no tiene por qué tener ningún papel militar. El título también es conferido durante desplazamientos apacibles, como en los célebres viajes de Adriano. Es un título temporal y bastante raro, siendo asignado dependiendo de las circunstancias. El título aparece en la epigrafía latina en la época de Tiberio.
Los desplazamientos imperiales están frecuentemente relacionados con las expediciones militares, siendo el número de comites conocidos más importantes durante los reinados que tuvieron largos conflictos. Bajo Marco Aurelio, aparece un colegio de comites (el "comitatus") con tareas militares. Los comites son, por lo general, senadores que han probado su capacidad militar, formando un estado mayor informal en torno al emperador, al menos, hasta el reinado de Septimio Severo. Los numerosos conflictos de la crisis del siglo III, y la lejanía de los emperadores de la ciudad de Roma explica que el título evolucionó hasta llegar a posicionamientos permanentes y pasó a designar altos dignatarios del Imperio.

## Antigüedad tardía

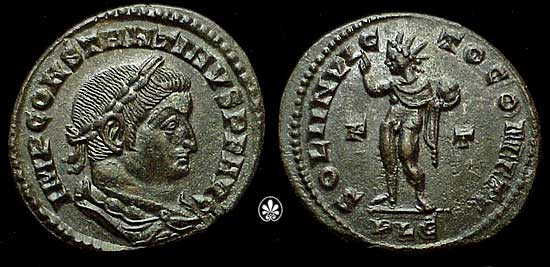
Constantino el Grande SOLI INVICTO COMITI, Comes del dios Sol Invictus.

Desde el siglo IV, se utiliza el título de comes para calificar a determinados miembros del entorno permanente del emperador romano. Constantino retoma la institución del consejo de comites, hombres de confianza a los que confía misiones de control en las provincias, los comites provinciarum con competencias judiciales.

### En la corte imperial
En los niveles más altos de la corte, los  comites consistoriani son miembros de los consistorios que rodean al emperador. Los principales son el quaestor sacri palatii para la justicia, el magister officiorum a la cabeza de la corte y la Administración central, el comes rerum privatarum y el comes sacrarum largitionum, responsables del área financiera, con amplios poderes.
También existen:
- El comes rei militaris  que es conferido a los jefes del rango spectabilis, los magistri milum generalato creado en la Corte por Constantino, se elevarán al primer rango de los comits como ilustres y gloriosi.
- El comes sacri stabuli es responsable de los establos.
- El comes sacrarum largitionum o también llamado conde de la Sagrada Dádiva  o dones del emperador, es el jefe de la administración financiera. También controla:
  - El comes auri, tesorero.
  - El comes sacrae vestis, que controla el vestuario de la familia imperial.
  - El comes archiatorum, una especie de ministro que se ocupa de los médicos y las medicinas.
  - Los comites largitionum para Italia, África e Iliria.
- El comes rerum privatarum o "Conde de asuntos privados", administrador de la fortuna privada del emperador, al que está subordinado el comes privatae largitionis que controla determinados fondos privados.
- El comes domesticorum o "Conde de los domésticos", jefe de una unidad de élite del ejército directamente a disposición del emperador. Bajo sus órdenes:
  - El comes domesticorum equitum.
  - El comes domesticorum peditum.
- El comes dispositonum, secretario del emperador bajo la dependencia del magister officiorum.

### En las provincias
A partir de Constantino, se encuentran fuera de la Corte condes con considerable poder militar y político. Todos los cargos territoriales importantes fueron asignados a un comes. El prefecto de la ciudad de Roma (praefectus urbi) se designará como comes formarum, comes riparum et alvei Tiberis et cloacarum y comes portus. En las provincias, los comes recibieron poderes militares importantes complementando al título de dux; los comites rei militaris ("condes de los asuntos militares") fueron asignados a los mandos militares. Entre ellos, se encuentran los maestros de la caballería y los de la infantería. Algunos de estos tienen títulos relacionados con los territorios:
- comes Italiae.
- comes Africae.
- comes tractus Argentoratensis, «conde del territorio de Argentorate (Estrasburgo)».
- comes Avernorum, «conde encargado de la defensa de Avernorum».
- comes Britanniarum, «conde encargado de la defensa de la Britania», cargo probablemente desaparecido hacia 410.
- comes Hispaniarum, «conde encargado de la defensa de Hispania».

Estas funciones se conocen gracias a la Notitia dignitatum. En las provincias, también existían el comes portus que supervisaba los puertos, el comes formarum que estaba a cargo del sistema de acueductos y el comes commerciorum que controlaba el comercio transfronterizo.

### Comes civitatis
En el siglo V, la adición de responsabilidades civiles y legales al duque lleva a la inversión del valor de los respectivos títulos de conde y duque en favor de este último. En la misma época, aparece el comes civitatis que también reúne las dos competencias pero en un plan más localizado. El comes civitatis inaugura la serie de cargos de "condado" del reino franco que fue originalmente una red administrativa francesa y prefigura los departamentos de la Revolución. El historiador Joseph Calmette recuerda que el conde del siglo IX es el prefecto del régimen. El concepto y la institución condal dominan Europa, del condado (county) inglés y americano al comitat de los húngaros y polacos. Cuando en el siglo IX, los cargos públicos u honores se hicieron hereditarios, las funciones administrativas y militares del conde evolucionaron y evolucionó a un título de nobleza integrado en la jerarquía feudal.